# Barmen (Jülich)
Barmen ist ein Stadtteil von Jülich im Kreis Düren, Nordrhein-Westfalen.

## Lage
Barmen liegt geschützt am Hang des Rurtales in der Jülich-Zülpicher Börde. Nachbarorte sind Floßdorf (Stadt Linnich), Koslar und Merzenhausen. Auf der anderen Rurseite liegen die Orte Tetz und Broich.

## Geschichte
Barmen ist ein alter Siedlungsraum. Schon in der Steinzeit siedelten Menschen auf der Barmener Heide, wie zahlreiche Funde belegen. Die frühesten Werkzeuge konnten der Altsteinzeit zugeordnet werden. Die erste urkundliche Erwähnung erfolgte im Prümer Urbar im Jahr 893, dem zufolge sich bereits eine Kirche im Ort befand. Die Annahme, dass die dort erwähnte Kirche an anderer Stelle zum heutigen Kirchbau stand, gilt mittlerweile als widerlegt.
In Barmen finden sich zwei Adelssitze, Schloss Kellenberg, das von der gräflichen Familie Hoensbroech bewohnt wird und Haus Overbach, das 1918 vom Reichsgrafen von und zu Hoensbroech an die Oblaten des hl. Franz von Sales verkauft wurde und heute unter anderem Sitz des gleichnamigen Gymnasiums ist. Weiterhin ist die Feste Barmen der Herren von Barmen im Bereich des heutigen Eschenhofs zu vermuten, der sich direkt neben der Pfarrkirche befindet. Die alte Barmener Stammburg wurde im Streit mit dem Jülicher Grafen im Jahre 1352 eingeäschert, etwa zeitgleich wurden die beiden heute noch erhaltenen Adelssitze erstmals erwähnt.
Zahlreiche Baudenkmäler, die in die Denkmalliste der Stadt Jülich eingetragen wurden, befinden sich in Barmen. Weitere Informationen zu den einzelnen Denkmälern sind in der Liste der Baudenkmäler in Jülich zusammengefasst.
Am 1. Januar 1972 wurde die Gemeinde Barmen in die Stadt Jülich eingegliedert.

### Wappen
| Wappen der früheren Gemeinde Barmen bei Jülich | Blasonierung: „In Schwarz eine eingebogene silberne (weiße) schräglinke Spitze, darin ein rotes Schwert.“ |
| Wappen der früheren Gemeinde Barmen bei Jülich | Wappenbegründung: Das von Josef Decku entworfene Wappen wurde 1962 vom nordrhein-westfälischen Innenminister verliehen. Es verweist auf den Pfarrpatron St. Martin; es zeigt das Schwert, mit dem er den Mantel teilte. |

## Kirche

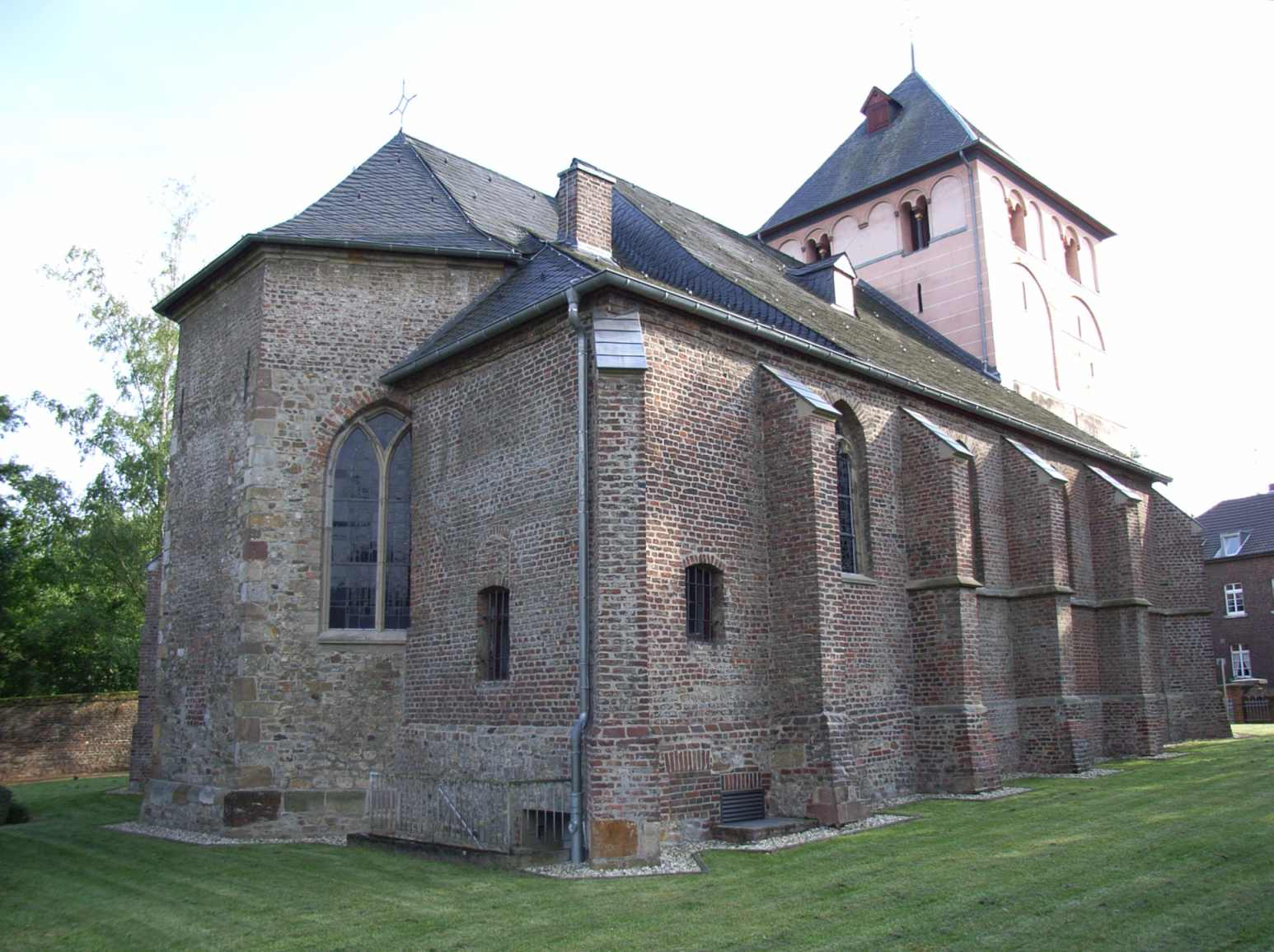
St. Martinus

In Barmen befindet sich die romanisch-gotische Kirche St. Martinus.

## Natur

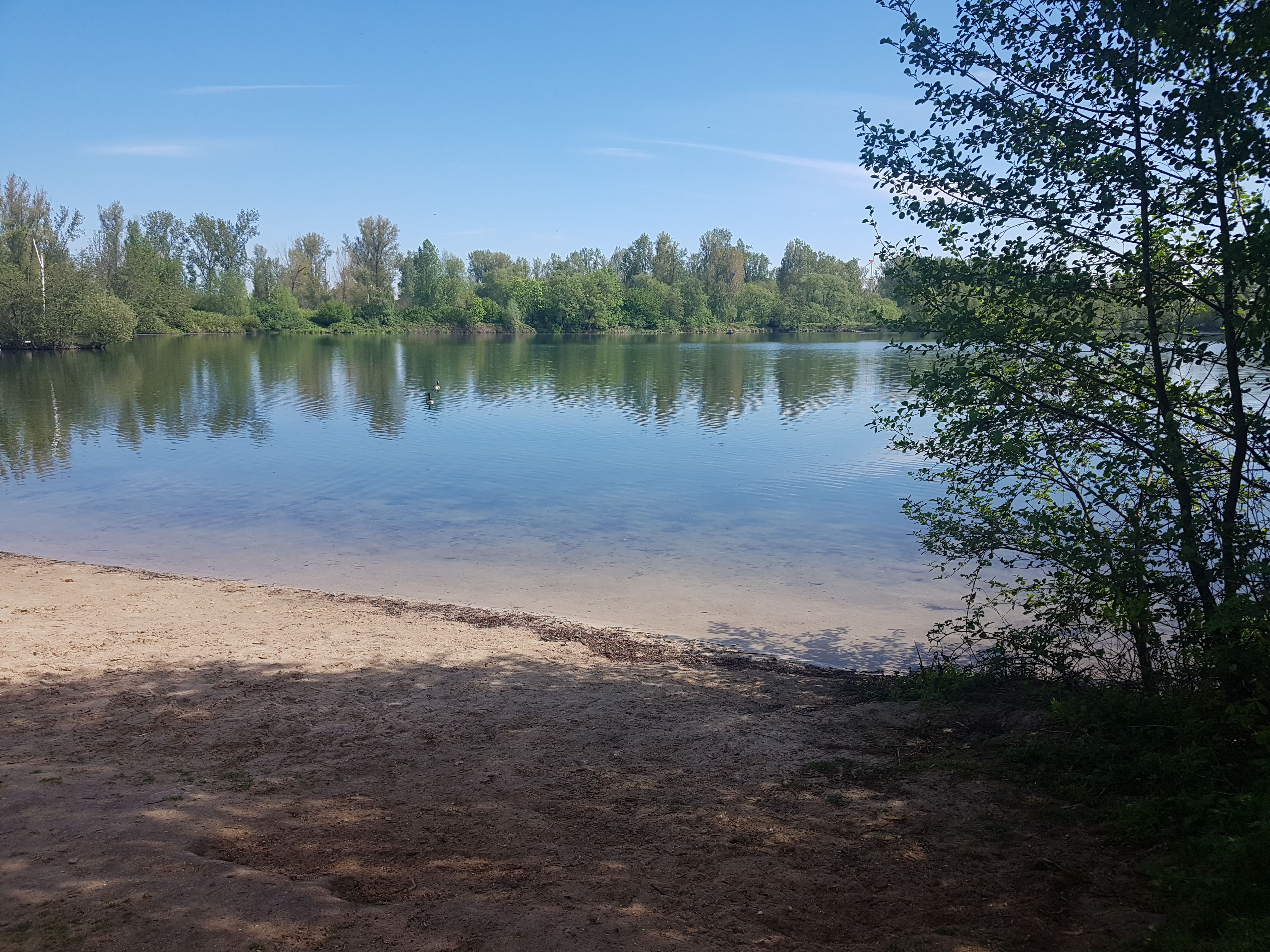
Baggersee Barmen mit Sandstrand (2021)

Sehenswert in Barmen ist vor allem die Natur, so wird das Dorf durch fünf Naturschutzgebiete eingerahmt und auch durchzogen. Der Grundstein des Naturschutzgebietes rund um Barmen und um das Schloss Kellenberg wurde durch Reinhard Graf von und zu Hoensbroech um 1952 gelegt. Der Baggersee als Naherholungsgebiet und Refugium für seltene Tierarten bietet, ebenso wie die Rur, eine Oase der Entspannung. Die Rur im Bereich Barmen ist der einzige Flusslauf in Nordrhein-Westfalen, der in seinem ursprünglichen Flussbett fließt, ohne dass er jemals begradigt oder kanalisiert wurde. Insofern stellt dieser Rurmäander nicht nur für die Tierwelt eine einzigartige Landschaft dar. Der Altdorf-Kirchberg-Koslarer Mühlenteich verläuft quer durch die Ortschaft.

## Bildung
Der ehemalige Rittersitz Haus Overbach wird seit seinem Verkauf an die Oblaten des hl. Franz von Sales im Jahr 1918 als Schule genutzt. Heute befindet sich dort das staatlich anerkannte Gymnasium Haus Overbach. Zum Campus Haus Overbach gehören auch das Kloster, die Singschule, mehrere Orchester und ein Veranstaltungszentrum. Im Sommer 2009 wurde ein Neubau eingeweiht, das sogenannte Science College. Einerseits findet in den Laboren, Seminarräumen und Hörsälen regulärer Unterricht in den MINT-Fächer statt, andererseits macht das Science College außerschulische Bildungsangebote wie z. B. Ferienakademien, Vorträge oder Workshops.
Darüber hinaus verfügt der Ort über die katholische Kindertagesstätte St. Martinus und eine Spielgruppe namens „Flohzirkus“. Die nächstgelegene Grundschule befindet sich im Nachbarort Koslar.

## Vereine
Trotz oder gerade aufgrund der geringen Einwohnerzahl gibt es eine Vielfalt an ortsansässigen Vereinen. Hierzu zählen:
- Mai-Club Barmen gegr. 1911
- Tennisclub Grün Weiß Barmen e. V.
- SC Salingia 08 Barmen e. V. (Fußball)
- Angelsportverein Barmen / Broich e. V.
- Jülich Dukes (Baseball)
- Schützenbruderschaft St. Martinus
- Karnevalsgesellschaft Bärmer Sandhase 1991 e. V.
- Kultur- und Verkehrsverein Barmen e. V.
- Frauengemeinschaft (kfd) St. Martinus Barmen/Merzenhausen
- Geschichtsverein Barmen e. V.

Der größte Ortsverein ist der Mai-Club. Im August 2011 zählte er rund 450 Mitglieder.

## Verkehr

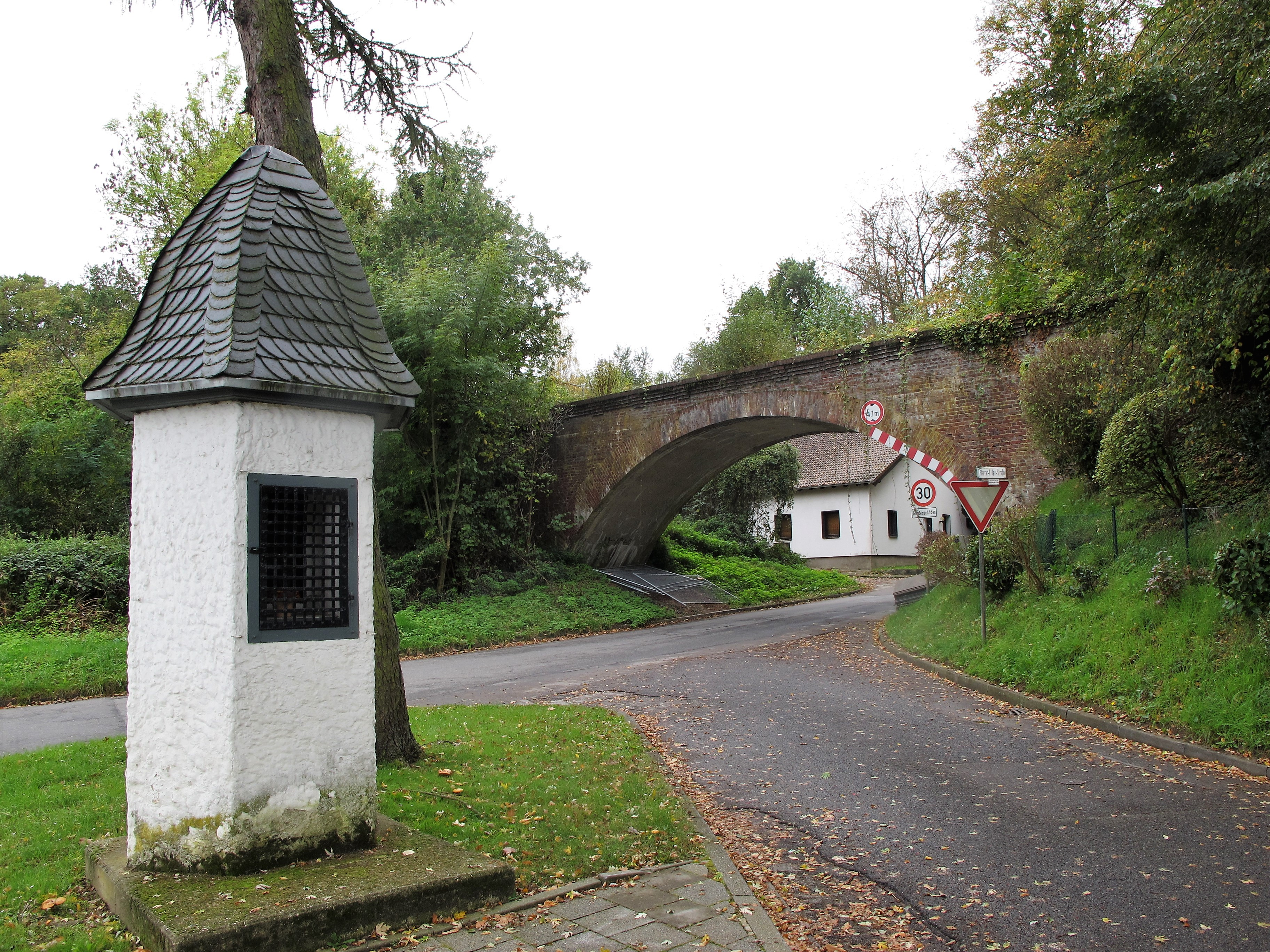
Brücke der Jülicher Kreisbahn über die Kirchgracht in Barmen kurz vor ihrem Abriss 2017

Den öffentlichen Personennahverkehr stellt Rurtalbus durch die AVV-Buslinien 279 und 281, teilweise auch als Rufbus oder Anruf-Sammel-Taxi, sicher. Zusätzlich verkehrt in den Nächten von Freitag auf Samstag ein Disco-Bus nach Himmerich. An Schultagen verkehren zusätzlich die Schulbuslinie 264 und 274.
| Linie      | Verlauf |
| ---------- | --- |
| 264        | (Verstärkerfahrten) Barmen Haus Overbach – Inden/Altdorf – Langerwehe |
| 274        | (Verstärkerfahrten) Barmen Haus Overbach – Aldenhoven / Jülich / Linnich / Titz |
| 279        | (Jülich Schulzentrum – Krankenhaus –) Jülich Bf/ZOB – Jülich Neues Rathaus – Walramplatz – Neubourheim – Koslar – Barmen – Merzenhausen – Ederen – Welz – (Floßdorf ←) Rurdorf – Linnich Rathaus – Linnich-SIG Combibloc                                                  |
| 281        | Jülich Bf/ZOB – Jülich Neues Rathaus – Walramplatz – Neubourheim – Koslar – Barmen – Merzenhausen – Ederen – Freialdenhoven – Aldenhoven |
| RufBus 279 | Rufbus: Jülich Bf/ZOB – Jülich Neues Rathaus – Walramplatz – Koslar – Barmen – Merzenhausen – Ederen – Welz – Rurdorf – Linnich-SIG Combibloc (Sa tagsüber) |
| AST        | AnrufSammelTaxi: Mo–Fr abends, Sa nachmittags/abends, So Jülich Bf/ZOB – Jülich Innenstadt – Koslar / Merzenhausen – Barmen – Floßdorf / Erzelbach / Boslar – Welz / Ederen / Rurdorf – Kofferen / Hottorf – Gereonsweiler – Gevenich / Kiffelberg – Glimbach – Körrenzig |
| Disco-Bus  | DiscoBus: nur in den Nächten Fr/Sa (kein AVV-Tarif) Jülich Neues Rathaus – Walramplatz – Koslar – Barmen – Abwz. Floßdorf – Rurdorf – Linnich Rathaus – Glimbach – Körrenzig – Rurich – Baal Bf – Abzw. Doverheide – Hückelhoven – Himmerich                              |

Seit 1911 war Barmen durch die Eisenbahn erschlossen. Mit Eröffnung der Jülicher Kreisbahn ging direkt neben der Eisenbahnbrücke über die Straße „Kirchgracht“ ein kleiner Haltepunkt in Betrieb, an dem von Beginn an sämtliche Personenzüge Station machten. Anlagen für den Güterverkehr boten indes nur die benachbarten Bahnhöfe Koslar und Merzenhausen. Der Personenverkehr wurde 1971 eingestellt, der Güterverkehr 1999. Offiziell stillgelegt wurde die Strecke erst 2007, und 2017 wurde die Bahnbrücke in Barmen wegen Bauwerksmängeln abgerissen. Ungeachtet dessen ist die Trasse an sich rechtlich gesehen nach wie vor (Stand 2021) dem Eisenbahnverkehr gewidmet.

## Dorfwettbewerb
Im Wettbewerb Unser Dorf hat Zukunft konnte Barmen folgende Preise erringen:
- Kreis- und Landeswettbewerb 1979: Silber
- Kreis- und Landeswettbewerb 1981: Silber
- Kreiswettbewerb 1987: Teilnahme
- Kreiswettbewerb 2005: Kreissieger, Gold
- Teilnehmer und Auswahl beim Bundeswettbewerb „100 Dörfer 2006“. Dorfaktionstag: 14. September 2006
- Kreiswettbewerb 2008: Kreissieger, Gold
- Landeswettbewerb 2009: Silber

## Persönlichkeiten
- Anton Opfergelt (1850–1915), in Haus Overbach geborener Politiker
- Wolfgang Spelthahn (* 1963), amtierender Landrat des Kreises Düren
- Reinhard Graf von und zu Hoensbroech (1926–2005), langjähriger Stadt- und Kreispolitiker, Initiator der Naturschutzgebietes „Kellenberg“
- Lothar Graf von und zu Hoensbroech (1888–1953), Jagdschriftsteller
- Michael Dahmen (* 1981), Opern- und Konzertsänger
- Christoph Buchal (* 1947), Physiker
- Heinz Frey, Kommunalpolitiker, Träger des Bundesverdienstkreuzes
- Alexander Holz,  Historiker,  Träger des Verdienstordens der Bundesrepublik Deutschland

## Sonstiges
Der naturbelassene Badesee und der Kirchhof von St. Martinus dienten als Drehorte für den Fernsehfilm Duell der Brüder – Die Geschichte von Adidas und Puma mit Ken Duken und Torben Liebrecht in den Hauptrollen.